# François Lalande (homme politique)
François Armand Lalande est un homme politique français né le 10 décembre 1820 à Bordeaux (Gironde) et décédé le 24 septembre 1894 à Bordeaux.
Négociant en vins, il est président de la chambre de commerce de Bordeaux de 1877 à 1885, conseiller municipal de 1852 à 1864 et de 1878 à 1884 et adjoint de 1860 à 1863. Il est député de la Gironde de 1881 à 1889, inscrit au groupe de l'Union républicaine.

### Sources
- Jean Jolly (dir.), Dictionnaire des parlementaires français, Presses universitaires de France
- « François Lalande (homme politique) », dans Adolphe Robert et Gaston Cougny, Dictionnaire des parlementaires français, Edgar Bourloton, 1889-1891 [détail de l’édition]